# Comparsa Huestes del Cadí
Las Huestes del Cadí es una de las cuatro comparsas que forman el Bando Moro de las fiestas de Moros y Cristianos de Elda; en el momento actual es la más joven de las nueve comparsas de las fiestas. Se fundó en 1976 y desfiló por primera vez en las fiestas de Moros y Cristianos de junio de 1977 y es una de las pocas comparsas autóctonas de la ciudad, es decir, creada para reivindicar los aspectos culturales e históricos de Elda y su tradición. Su vestimenta se creó expresamente para esta comparsa y en su escudo figura como icono principal, la torre vigía situada en uno de los montes que circundan el valle de Elda, el paraje denominado "La Torreta".

## Historia
Las Fiestas de Moros y Cristianos de Elda, aunque tienen precedentes históricos anteriores, lo cierto es que de forma ininterrumpida se celebran desde 1944 en honor a San Antón que aunque su festividad es el 17 de enero y, en principio, se celebraban las fiestas en esa época del año, más tarde, en 1946, se pasó a la fecha más próxima al primer domingo del mes de junio para coincidir con la climatología más benigna de la primavera.
La idea fundacional de la comparsa surge en las Navidades de 1975, por José María Amat Amer se parte de una pseudo historia del llamado "moro Calí". Aquella primera "historia" en la que se mezclaban hechos históricos con otros producto de la imaginación, recibió una firme aclaración por parte del cronista oficial de la ciudad. Del moro "Calí", se pasó a las "Huestes de Cadí", hasta su denominación definitiva "Las Huestes del Cadí. El 4 de marzo de 1976, fue desvelada la nueva comparsa a un grupo de personas de las que, alguna de ellas, llegarían a ocupar cargos importantes en los primeros años Llegaron las fiestas de 1976 y un grupo de entusiastas festeros, levantaron acta del primer desfile informal de la comparsa que se estaba creando. A partir de ahí comienzan las reuniones de trabajo para definir las líneas directrices más relevantes de la futura nueva comparsa: traje oficial, historia y colaboración con la cultura de la ciudad. Más tarde, ya pasadas las fiestas de 1976, otro nutrido grupo de comparsistas provenientes de la comparsa de moros Marroquíes, contactan con los primeros y juntos continúan con los trabajos de implantación de la comparsa en las fiestas de Elda, también acuden a la llamada otras personas que formarían ese grupo reducido de 160 comparsistas aproximadamente, con los que se inicia la actividad festera.

En la reunión de la Junta Central de las fiestas de Moros y Cristianos, celebrada el 9 de octubre de 1976, acordó con ocho votos a favor y una en contra, admitir a la nueva comparsa "Las Huestes del Cadí". La presentación de la nueva comparsa ante sus componentes y amigos, tuvo lugar en una cena de hermandad celebrada el 29 de abril de 1977, en el trascurso de la misma el Maestro Villar, al frente de la banda de música de Sax, dirigió lo que sería el himno de la comparsa. En aquel primer acto público, José María Amat, que alumbrara la idea fundacional, leyó una historia, naturalmente ficticia, con rasgos de humor, sobre las andanzas de aquel moro Calí que ya, en aquellos tiempos de reconquista, trabajaba de zapatero en un humilde taller a los pies del castillo de la ciudad.

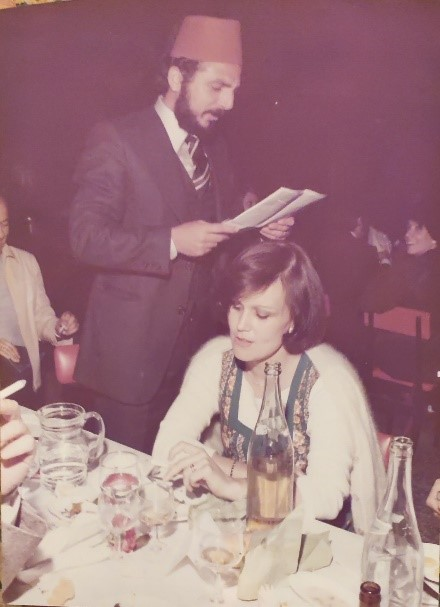
Lectura del discurso fundacional en la cena fundacional de las Huestes del Cadí, celebrada el en el salón Las Vegas de Elda

El primer desfile de las Huestes del Cadí se realizó en junio de 1977, la formaban doce escuadras de mayores y cuatro de niños, con un total de doscientas personas. A partir de ahí el crecimiento fue espectacular y ya en 1978 desfilaron veinticinco escuadras de mayores, diez de niños y cinco bandas de música, pero en 1982 el aumento de comparsistas sería notable, con una participación de treinta y nueve filas de mayores y diecisiete de pequeños. En la década de los noventa se sitúa en torno a 55 escuadras adultas y 12 de infantiles.

### Junta Directiva
La primera junta directiva que tuvo la comparsa estuvo presidida por Antonio Barceló Marco y sufrió alguna remodelación en el año 1979 para definir las competencias de los integrantes; como vicepresidente, José María Mestre Navarro; secretario de actas, José Valera Maestre; secretario de administración, Francisco Justamante; tesorero, José María Marí Mellado; contador, Manuel Guerrero Hernández Vocales: Jorge Bellod López (control), José Luis Valero Nuevo (prensa), José María Amat Amer (cultura), Manuel Mira Candel(relaciones públicas), José Manuel Salve González (organización y Junta Central), Francisco Puche Pérez (asuntos infantiles); Técnicos: José Manuel Alcaraz (organización), Antonio Castellanos (representante en Junta Central), Francisco Moya (guerrilla), Francisco José Alfaz (guerrilla), José Cantos (niños), Salvador G. Cuenca (músicas). En un primer momento también estarían integrados como vocales en esa primera lista de fundadores: Francisco Sogorb Gómez, Norberto Navarro García, Enrique Planelles González, Luis Cremades Páez y Pascual Orgilés Juan. El primer presupuesto para acometer las fiestas ascendió a millón y medio de pesetas.

### La cultura y la fiesta
Con motivo del año internacional del niño celebrado en 1979, la comparsa organizó una serie de actos para los más jóvenes. En el Teatro Castelar se organizó un festival infantil y el 7 de mayo en la plaza de Castelar, ante la estatua del eminente orador recriado en Elda, se realizó un concurso de pintura al aire libre con la participación de medio millar de niños

### Certamen de Minicuadros
Uno de los primeros acuerdos tomados por la junta directiva de la comparsa, a propuesta de uno de los fundadores y vocal de cultura, José María Amat Amer, fue la puesta en marcha de un concurso de pintura en pequeño formato, al que se dio el nombre de "Concurso de Minicuadros de las Huestes del Cadí", realizando la primera exposición en mayo de 1980, en esa modalidad de "Minicuadros", con un ámbito provincial.
En el primer certamen resultó ganadora la obra "Naturaleza muerta" de Francisco Sánchez Juan, dotada con treinta mil pesetas, y el segundo premio para la obra titulada "Muerte de la muerte" y dotada con veinte mil pesetas. El primer jurado que falló el premio del concurso de minicuadros, estaba formado por miembros de la comparsa y expertos en arte, lo componían las siguientes personas: Vicente Climen Mora, Antonio González "antogonza", Francisco Marí Manchón, José María Amat Amer, Jorge Bellod López y Pedro Maestre Guarinos.Con las obras seleccionadas se realiza cada año un catálogo a color de gran calidad, donde figuran las fotografías de las obras expuestas en la exposición.  El concurso a partir de su VI Edición pasó a ser de ámbito Comunidad Valenciana. En la X edición pasó a convocarse con carácter nacional. Con la XII edición su territorio de actuación fue en el seno de la Comunidad Europea, recibiendo cientos de obras que sobrepasaron el de millar y medio, en algunas convocatorias, realizadas con diferentes técnicas artísticas.
El 15 de octubre de 2021 se inauguró la exposición titulada "40 años de Minicuadros", en la Casa Grande del Jardín de la Música de Elda. En el acto inaugural se presentó el catálogo a color con las obras que se proclamaron ganadoras durante los cuarenta años del certamen

### Colaboración del Museo del Calzado
Desde 1981, con el I Concurso Provincial de Minicuadros, el fallo del jurado y las obras ganadoras se exponían en la sala que, a tal efecto, disponía en entreplanta la oficina principal de la CAPA en Elda, en la calle Jardines esquina con la calle Cervantes, ya que desde el alumbramiento del certamen, la Caja de Ahorros Provincial y su director, Pedro Maestre, colaboraron con los primeros premios y la organización de la muestra, así como la confección del catálogo a todo color en el que Amat escribía la presentación en calidad de fundador del certamen y en nombre de la Huestes del Cadí. 
Debido a la vinculación de José María Amat Amer con el Museo del Calzado de Elda, del que fue fundador y primer director, propuso el acuerdo del patronato de la "Fundación Museo del Calzado", para que el personal del museo se involucrase en esta magnífica obra cultural, siempre en colaboración con la comparsa y las personas que, año tras año, reciben las obras y las expiden a sus propietarios una vez procedido al fallo de los diferentes jurados que se nombran para cada certamen.

### Concurso de marchas moras
El 13 de mayo de 1984 tiene lugar su I Concurso de Composición de Marchas Moras. Se compusieron piezas musicales dedicadas a la comparsa y se editó un CD con motivo del 25 aniversario de su fundación. Dichas marchas pasaron a engrosar el patrimonio cultural de la comparsa.

### Cadí de Oro y Plata
En 1985 se instauraron las distinciones a festeros, los denominados Cadí de Oro y de Plata, cuya finalidad es el reconocimiento a personas de la comparsa o de la fiesta en general, que se hayan distinguido por su trayectoria festera y en favor de la comparsa y la fiesta. La entrega del distintivo se realiza cada año en los actos organizados con motivo de la cena oficial y siempre en fecha próxima a las fiestas de moros y cristianos de Elda.

### Hermandad Cadí
Desde mayo de 1996 y de forma ininterrumpida, se celebra anualmente el Día de Hermandad Cadí; en el curso de ese día se realizan diferentes actos dedicados a la amistad y confraternidad de todos los comparsistas. La sede de la comparsa sirve como lugar de encuentro y reunión.

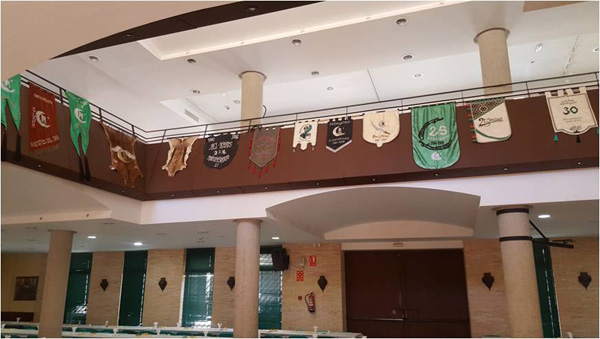
Interior del local social de la comparsa Huestes del Cadí (vista parcial)

### Reconstrucción deLa Torre Vigía
El 14 de enero de 1998, con cargo a la comparsa, se propone al Ayuntamiento de la ciudad la reconstrucción de la Torre vigía situada en el paraje denominado de "La Torreta", ya que esa torre en ruinas forma parte del escudo de la comparsa como un icono y sirvió de inspiración en el año 1976 para la confección de los bordados del escudo que adornaría la bandera de la comparsa y el chaleco del traje oficial

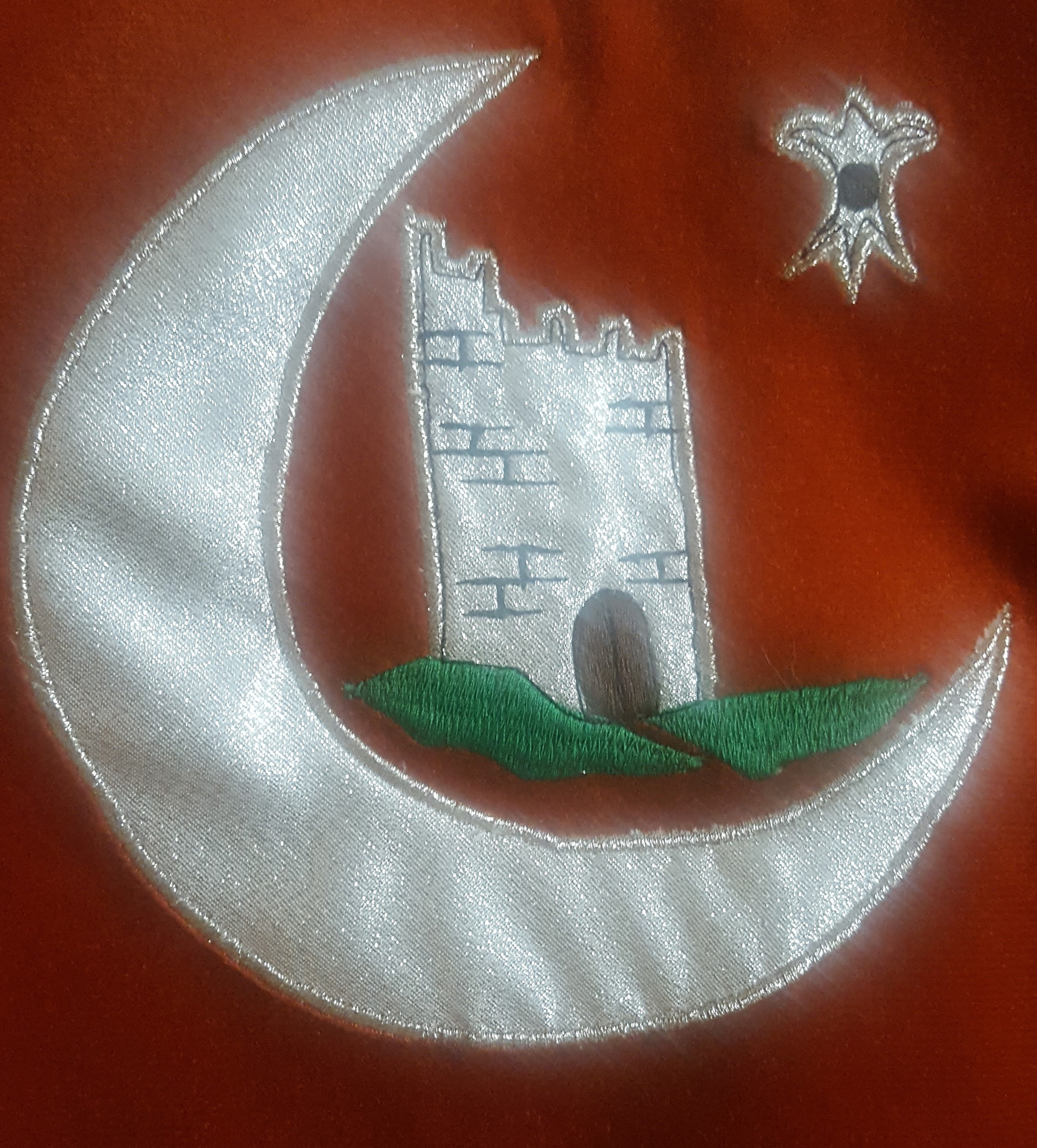
Escudo de las Huestes del Cadí

. Esa colaboración en la reconstrucción del patrimonio local, en aquellos aspectos relacionados con los asentamientos árabes en el Medio Vinalopó, es una de las labores culturales que inspiran también a nuestra comparsa.

### Grupo de Dulzaina y Percusión
En enero de 1998 se crea el Grupo de Dulzaina y Percusión, formado en un principio por 90 personas comparsistas y aficionados a la música festera, que amenizan algunos desfiles especialmente los infantiles, y que se desplazan a diferentes lugares para apoyar a otros grupos musicales en sus desfiles. También participan en certámenes de coyas o grupos de dulzaineros.

### Pin distintivo Cadí
Cada año la comparsa realiza unos pin o insignia de solapa que distribuye entre sus miembros, como distintivo de pertenecer de hecho y de derecho a la comparsa. Estos pin se sueles hacer de metal y alegóricos a temas relacionados con la historia del Islam, de la Comparsa o de la ciudad. El autor, durante muchos años, ha sido el profesor de dibujo y artista local, Joaquín Laguna, uno de los integrantes de la comparsa desde los primeros momentos fundacionales. En ocasiones la entrega de los pin van acompañados de una breve explicación sobre el significado de la pieza y su relación con el bando moro de las fiestas.

### Una feliz coincidencia
En la ciudad de Konya, en la zona central de Turquía, se encuentra el Monasterio de los Derviches, o Mevlevihane, y el mausoleo de Mevlana Rumi, un reconocido intelectual poeta y místico sufí. Cuando uno se adentra en el citado monasterio, que hoy se ha convertido en el Museo Mevlana, donde se exhiben objetos relacionados con la vida de Rumi y la orden Mevlevi, incluyendo el espacio para la ceremonia Semahane, más conocido por Sema, llama la atención que en dicho museo donde descansan los cuerpos de los más afamados dirigentes de la orden e incluso la forma de vida de aquellas personas,lo realmente sorprendente fue hallar, en uno de los rincones de las zonas privadas de la comunidad y abiertas al público, las figuras de los antiguos servidores o monjes. Visten con prendas que recuerdan algunas de las indumentarias Cadí: chaleco, camisa, pantalón o fez, entre otras.

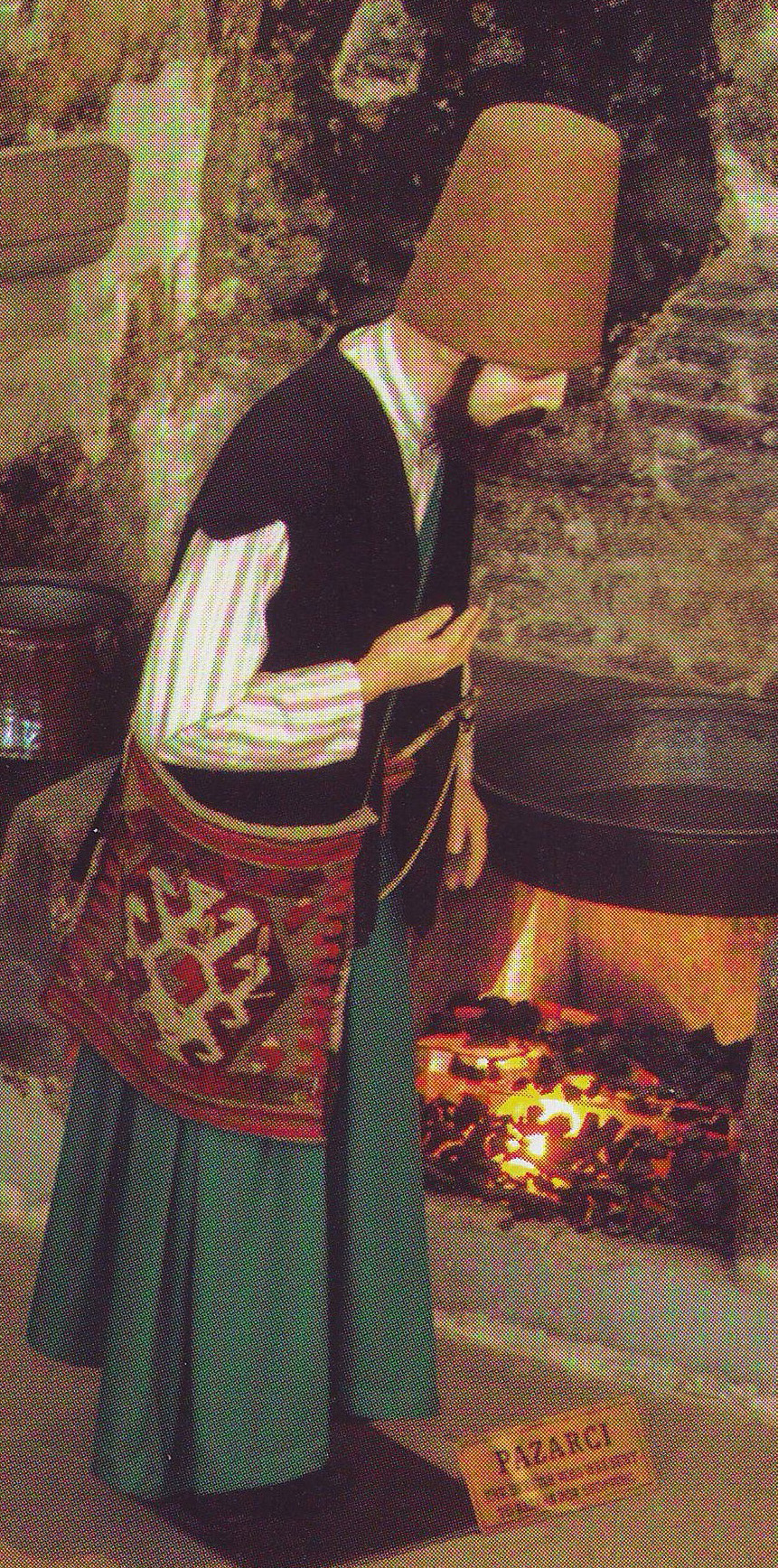
Figura en el Museo Mevlana Rumi de Turquía que recuerdan a parte de la indumentaria de las Huestes del Cadí

### Sede de la comparsa
El 17 de enero de 1994 se coloca la primera piedra de su sede social que, una vez acabada, dispone de cerca de 1.400 metros cuadrados de superficie construida en dos plantas. esta construcción polivalente se emplea para los actos propios de la comparsa: Charlas, exposiciones, reuniones,comidas de hermandad etc, y también para actividades culturales de distinto origen para lo que se cede a otras instituciones o grupos que lo emplean para usos varios, casi siempre relacionados con la cultura.
La sede social tiene acceso por una plaza que el Excmo. Ayuntamiento de Elda, el 23 de enero de 1999, inauguró con el nombre de "Plaza de las Huestes del Cadí", en honor a esta comparsa.

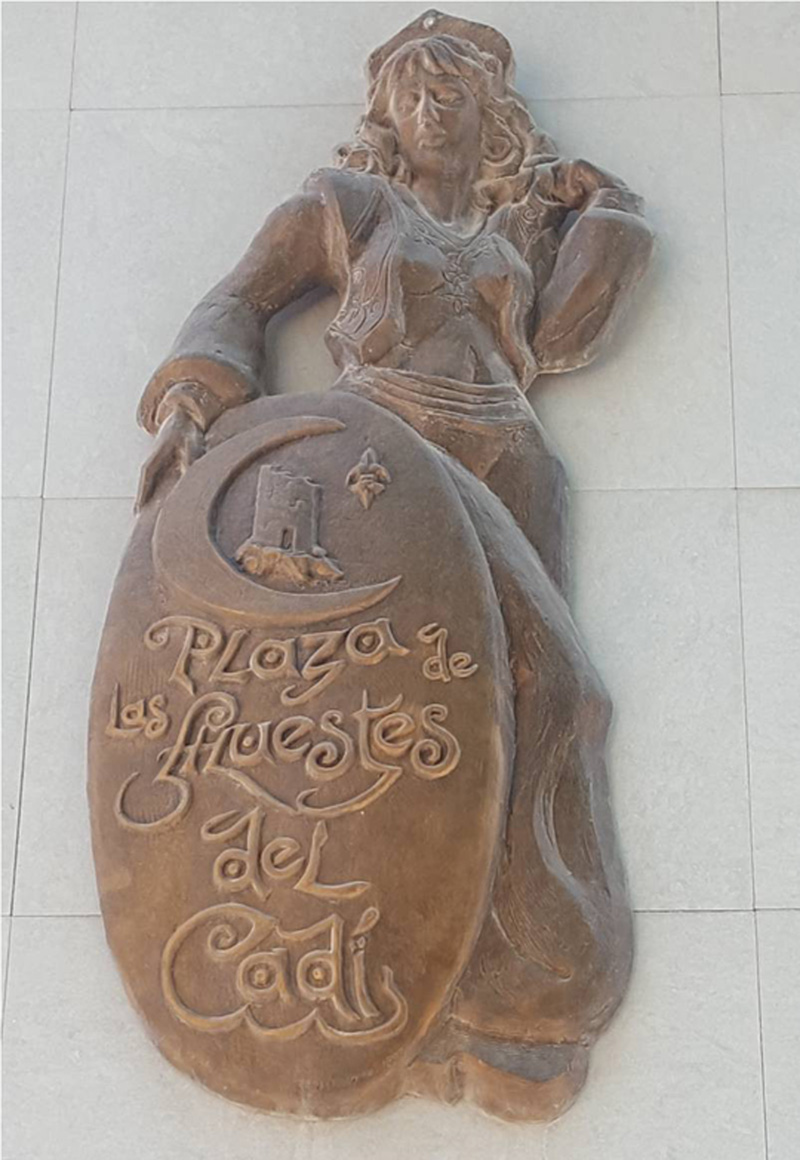
Placa de bronce instalada en la plaza Huestes del Cadí

## Publicaciones
- "Elda: Historia de los Moros y Cristianos". Edición: Diario INFORMACIÓN. 1994. 11. "Huestes del Cadí, la más joven" pp. 119-133.
- "1976-1986. 10º Aniversario. Huestes del Cadí. Elda". Edita: Comparsa Huestes del Cadí. Dirige: Joaquín Laguna Blasco. 1986.
- Huestes del Cadí. 1976-2001". Revista conmemorativa del XXV aniversario de la comparsa. Edita: Comparsa Huestes del Cadí. 2001.
- "30 años de Minicuadros". Edita: Diputación Provincial de Alicante. Colaboran: Museo de Bellas Artes Gravina MUBAG y Comparsa Huestes del Cadí. 2009
- Revista Huestes del Cadí HDC . 1 . 2019. Edita: Comparsa Huestes del Cadí.
- "Minicuadros 40 Años". 2020. Edita: Ayuntamiento de Elda y Huestes del Cadí.
- Desde 1980 se edita catálogos a color con las obras seleccionadas para cada Concurso de pintura de Minicuadros.